# Thomas Drummond (botánico)
Thomas Drummond (1793 - marzo de 1835) fue un coleccionista botánico escocés.
Thomas Drummond fue el hermano menor del botánico James Drummond. Nació en Escocia, y durante la primera parte de su vida estuvo en un internado en Forfar. La primera vez que llegó a ser conocido por los botánicos fue por sus conjuntos distribuidos de musgos, 'Musci Scotici', y después se unió como ayudante-naturalista al Dr. Richardson en la segunda expedición terrestre de Sir John Franklin.
Navegó desde Liverpool el 16 de febrero de 1825, y llegó a Nueva York el día 15 del mes siguiente. La expedición se trasladó hacia el oeste por el río Hudson y los lagos Ontario y Winnipeg al río Mackenzie. Drummond dejó el partido principal en Cumberland House para explorar las Montañas Rocosas.
El 3 de junio de 1827, Drummond se reunió David Douglas en el Carlton House porque Douglas se estaba aventurando por tierra desde Fort Vancouver hacia York Factory, Manitoba en su viaje de regreso a Londres, la recolectando para la Royal Horticultural Society.
En la primavera de 1831 Drummond viajaba a pie por los montes de Allegheny, llegando a St. Louis en julio, cuando cayó enfermo. Como consecuencia de este retraso no fue capaz de unirse a los comerciantes de pieles en su expedición hacia el norte. Por lo tanto, se vio obligado a limitar sus exploraciones a Nueva Orleans y sus alrededores. Por lo tanto hizo un recorrido botánico en Tejas ; a Velasco donde un ataque de cólera le postraba, pero en la recuperación continuó sus labores. Drummond recogió a lo largo de los ríos Brazos, Colorado y Guadalupe, permaneciendo casi dos años en la recolección de plantas y aves en Texas. Sus muestras de plantas de Texas fueron ampliamente distribuidos en Europa y estimularon la exploración botánica posterior. (Geiser, 1949) Se embarcó finalmente a La Habana el 9 de febrero de 1835, y murió en ese puerto a principios de marzo. Las plantas enviadas por Drummond fueron descritos por Sir William Hooker en su Flora Boreali-Americana, el Journal of Botany y Companion to the Botanical Magazine.
- La abreviatura «Drumm.» se emplea para indicar a Thomas Drummond como autoridad en la descripción y clasificación científica de los vegetales.[1]